# Болтон, Ник
Николас Болтон (англ. Nicholas Bolton; 10 марта 2000, Фриско, Техас) — профессиональный американский футболист, выступающий на позиции лайнбекера в клубе НФЛ «Канзас-Сити Чифс». На студенческом уровне играл за команду Миссурийского университета. На драфте НФЛ 2021 года был выбран во втором раунде.

## Биография
Ник Болтон родился 10 марта 2000 года во Фриско в штате Техас. В родном городе он окончил старшую школу Лон Стар. В составе её команды Болтон играл на месте центрального лайнбекера. Дважды его признавали самым ценным игроком защиты в округе. Газета Dallas Morning News поставила его на пятое место в рейтинге лайнбекеров агломерации Даллас—Форт-Уэрт. После окончания школы у Болтона были предложения спортивной стипендии от нескольких учебных заведений, из которых он выбрал Миссурийский университет.

### Любительская карьера
В футбольном турнире NCAA Болтон дебютировал в 2018 году, сыграв в тринадцати матчах команды и сделав двадцать два захвата. В 2019 году он заменил травмированного Кейла Гарретта на позиции стартового центрального лайнбекера. Он сыграл в двенадцати матчах, став лучшим в конференции SEC по количеству сделанных захватов. С оценкой 91,1 балл Болтон стал лучшим на своей позиции в конференции по версии сайта Pro Football Focus. По итогам сезона он вошёл в состав сборной звёзд SEC по версиям Associated Press и тренеров команд.
В турнире 2020 года Болтон сыграл в десяти матчах, сделав 95 захватов и два сэка. По оценкам Pro Football Focus он стал вторым лайнбекером конференции. По итогам сезона его включили в число финалистов Баткас Эворд, награды лучшему лайнбекеру студенческого футбола. Агентство Associated Press и тренеры команд второй раз подряд включили Болтона в сборную звёзд конференции.

#### Статистика выступлений в NCAA
| Сезон | Команда         | Игры | Захваты | Захваты | Захваты | Захваты | Захваты | Перехваты | Перехваты | Перехваты | Перехваты | Перехваты | Фамблы | Фамблы | Фамблы | Фамблы |
| Сезон | Команда         | Игры | Solo    | Ast     | Tot     | Loss    | Sk      | Int       | Yds       | Y/R       | TD        | PD        | FR     | Yds    | TD     | FF     |
| ----- | --------------- | ---- | ------- | ------- | ------- | ------- | ------- | --------- | --------- | --------- | --------- | --------- | ------ | ------ | ------ | ------ |
| 2018  | Миссури Тайгерс | 13   | 12      | 10      | 22      | 1,0     | 1,0     | 0         | 0         | 0,0       | 0         | 0         | 0      | 0      | 0      | 0      |
| 2019  | Миссури Тайгерс | 12   | 74      | 29      | 103     | 8,5     | 1,0     | 2         | 38        | 19,0      | 1         | 7         | 0      | 0      | 0      | 0      |
| 2020  | Миссури Тайгерс | 10   | 53      | 42      | 95      | 8,0     | 2,0     | 0         | 0         | 0,0       | 0         | 5         | 1      | 0      | 0      | 0      |
| Всего | Всего           | 35   | 139     | 81      | 220     | 17,5    | 4,0     | 2         | 38        | 19,0      | 1         | 12        | 1      | 0      | 0      | 0      |

### Профессиональная карьера
Перед драфтом НФЛ 2021 года аналитик сайта Bleacher Report Джастис Москеда характеризовал Болтона как игрока, комфортно чувствующего себя в контактной борьбе, но недостаточно хорошо читающего игру. К его сильным сторонами относили высокую скорость, жёсткость при захватах, умение сбить соперника с ног. К недостаткам Москеда относил небольшой для позиции лайнбекера рост Болтона, медленную реакцию на происходящее на поле, низкую эффективность при игре в блиц-комбинациях.
Болтон был выбран «Канзас-Сити Чифс» во втором раунде драфта. В мае он подписал с клубом четырёхлетний контракт на общую сумму 5,8 млн долларов. В составе команды он дебютировал в матче первой игровой недели регулярного чемпионата 2021 года.

#### Статистика выступлений в НФЛ

##### Регулярный чемпионат
| Сезон | Команда          | Игры | Захваты | Захваты | Захваты | Захваты | Захваты | Перехваты | Перехваты | Перехваты | Перехваты | Перехваты | Фамблы | Фамблы | Фамблы | Фамблы |
| Сезон | Команда          | Игры | Solo    | Ast     | Tot     | Loss    | Sk      | Int       | Yds       | Y/R       | TD        | PD        | FR     | Yds    | TD     | FF     |
| ----- | ---------------- | ---- | ------- | ------- | ------- | ------- | ------- | --------- | --------- | --------- | --------- | --------- | ------ | ------ | ------ | ------ |
| 2021  | Канзас-Сити Чифс | 8    | 43      | 23      | 66      | 9       | 0,0     | 0         | 0         | 0,0       | 0         | 0         | 0      | 0      | 0      | 0      |
| Всего | Всего            | 8    | 43      | 23      | 66      | 9       | 0,0     | 0         | 0         | 0,0       | 0         | 0         | 0      | 0      | 0      | 0      |

* На 3 ноября 2021